# Artur Siedlarek
Artur Siedlarek (ur. 29 kwietnia 1966 w Międzyzdrojach) – polski polityk, urzędnik państwowy, poseł na Sejm II kadencji.

## Życiorys
W 1991 ukończył studia na Wydziale Rolniczym Szkoły Głównej Gospodarstwa Wiejskiego w Warszawie. Krótko pracował na tej uczelni na Wydziale Melioracji i Inżynierii Środowiska. W latach 1993–1997 sprawował mandat posła II kadencji, wybranego z listy Unii Pracy. W 1998 odszedł z UP, działał m.in. w Partii Ludowo-Demokratycznej, następnie wrócił do Unii Pracy.
Od 1998 do 2000 prowadził własną działalność gospodarczą, później do 2003 był brokerem ubezpieczeniowym. W 2003 został powołany na zastępcę głównego inspektora jakości handlowej artykułów rolno-spożywczych. Po odwołaniu z tej funkcji w 2006 objął stanowisko naczelnika jednego z wydziałów w inspektoracie.